# Tutte pazze per Charlie
Tutte pazze per Charlie (Good Luck Chuck) è una commedia romantica del 2007 diretta da Mark Helfrich e interpretata da Dane Cook e Jessica Alba.
Il film, che sarebbe dovuto uscire nelle sale cinematografiche italiane il 1º febbraio 2008 con il titolo Charlie viene prima di tuo marito, è stato invece distribuito direttamente in DVD dalla Sony il 17 giugno 2008, con il titolo Tutte pazze per Charlie.

## Trama
Quando era ragazzino, Charlie aveva rifiutato le avances di una sua compagna, Anisha, che per tutta risposta l'aveva maledetto, promettendogli che l'amore "come pioggia" sarebbe caduto tutt'intorno a lui, ma mai su di lui.
Una volta cresciuto, Charlie è diventato un affermato dentista e divide il proprio studio con quello del migliore amico Stu, chirurgo specializzato (e ossessionato) nell'ingrandimento del seno. Tuttavia nonostante il successo professionale, Charlie non riesce ad avere una relazione stabile, e tutte le sue storie finiscono presto. Durante il matrimonio di una sua ex, Charlie conosce l'imbranata ma bellissima Cam, che adora e studia i pinguini, e se ne innamora.
Quando anche Carol, la ragazza che aveva appena lasciato Charlie, si sposa, si comincia a diffondere la voce che qualunque donna faccia sesso con Charlie, troverà la propria anima gemella nell'uomo successivo. Considerato un "portafortuna" dalle donne, e spinto dalla bramosia sessuale di Stu, Charlie inizia a essere sfruttato sessualmente da decine di donne in cerca di marito, che puntualmente si sposano subito dopo. L'unica persona che però interesserebbe all'uomo, cioè Cam, è restia a uscire con lui a causa della sua fama di "uomo da una botta e via".
Quando finalmente Cam decide di dare una possibilità a Charlie, l'uomo si sente improvvisamente frenato. Se farà sesso con la donna che ama, la perderà per il prossimo uomo che lei incontrerà. Dopo essere stato con Cam, Charlie inizia a riempirla di attenzioni per non perderla, ottenendo però l'effetto contrario: sentendosi soffocata, Cam lascia Charlie, e decide di partire in Antartide con uno studioso di pinguini.
Disperato, Charlie ricorda la maledizione che Anisha gli aveva inflitto e la va a trovare. Anisha gli spiega che lei non aveva alcun potere e gli fa capire come le cose vanno seguendo semplicemente il corso del destino. In un ultimo disperato tentativo Charlie va all'aeroporto in cerca di Cam, e scopre che lo studioso, che lui pensava avrebbe sposato Cam, è già sposato, e in extremis riesce a riconquistare la ragazza.
Nel finale del film, viene mostrata Anisha che toglie uno spillone da una bambolina voodoo con una foto di Charlie da ragazzino.

## Distribuzione

### Divieti
Il DVD del film riporta un divieto ai minori di 18 anni a causa di numerose scene di nudo femminile e scene di sesso abbastanza esplicito.

## Accoglienza

### Critica
Il film ha ricevuto durante l'edizione dei Razzie Awards 2007 due nomination come Peggior attrice per Jessica Alba e peggior coppia per Jessica Alba e Dane Cook.